# Suspicion (Fernsehserie, 2022)
Suspicion ist eine britische Fernsehserie. In der Adaption der israelischen Serie False Flag sind unter anderem Uma Thurman, Kunal Nayyar, Elizabeth Henstridge und Noah Emmerich zu sehen.

## Handlung
Fünf britische Bürger werden verdächtigt, den Sohn der amerikanischen Geschäftsfrau Katherine Newman entführt zu haben, womit sich deren Leben auf den Kopf stellt. Kurzerhand nehmen diese selbst Untersuchungen vor, verstricken sich jedoch mit der Zeit in ein Netz aus Täuschung und Verrat.

## Besetzung und Synchronisation
Die deutschsprachige Synchronisation entstand bei der FFS Film- & Fernseh-Synchron GmbH in München nach einem Dialogbuch von Domenic Redl und unter der Dialogregie von Ursula von Langen.

### Hauptbesetzung
| Rolle            | Schauspieler         | Synchronsprecher    |
| ---------------- | -------------------- | ------------------- |
| Aadesh Kapoor    | Kunal Nayyar         | Paul Sedlmeir       |
| Natalie Thompson | Georgina Campbell    | Shandra Schadt      |
| Sean Tilson      | Elyes Gabel          | Stefan Günther      |
| Tara McAllister  | Elizabeth Henstridge | Maren Rainer        |
| Vanessa Okoye    | Angel Coulby         | Stefanie Dischinger |
| Monique Thompson | Lydia West           | Maresa Sedlmeir     |
| Mrs. Thompson    | Clare Perkins        | Michèle Tichawsky   |
| Eddie Walker     | Tom Rhys Harries     | Fabian Wittkowski   |
| Scott Anderson   | Noah Emmerich        | Mike Carl           |
| Katherine Newman | Uma Thurman          | Petra Barthel       |

### Nebenbesetzung
| Rolle                   | Schauspieler     | Synchronsprecher        |
| ----------------------- | ---------------- | ----------------------- |
| Leo Newman              | Gerran Howell    | Tobias John von Freyend |
| FBI Agent Owen Nielsson | Ross McCall      | Matthias Klie           |
| Heather                 | Chelsea Edge     | Paulina Rümmelein       |
| Martin Copeland         | Robert Glenister | Christoph Jablonka      |
| Sonia Chopra            | Mandip Gill      | Ilena Gwisdalla         |
| Grandad                 | Ian McElhinney   | Jürgen Jung             |

## Produktion
Im Juli 2019 kündigte Apple die Serie erstmals an, im März 2020 wurde sie offiziell bestellt.
Mit der Ankündigung wurden zudem Chris Long und Rob Williams als Regisseur und Showrunner der Serie bekanntgegeben.
Ebenfalls wurden die Hauptdarsteller angekündigt, ehe im November 2020 weitere Darsteller bekannt wurden.
Premiere feierte die Serie am 4. Februar 2022 auf Apple TV+ mit einer Doppelfolge, die restlichen Episoden folgten im wöchentlichen Rhythmus freitags.
Die Serie wurde nach der ersten Staffel abgesetzt.

## Episodenliste
| Nr. (ges.) | Nr. (St.) | Deutscher Titel                   | Originaltitel                    | Erstveröffentlichung USA | Deutschsprachige Erstveröffentlichung (D/A/CH) | Regie            | Drehbuch        |
| ---------- | --------- | --------------------------------- | -------------------------------- | ------------------------ | ---------------------------------------------- | ---------------- | --------------- |
| 1          | 1         | Personen von besonderem Interesse | Persons of Interest              | 4. Feb. 2022             | 4. Feb. 2022                                   | Chris Long       | Rob Williams    |
| 2          | 2         | Raum für Zweifel                  | Room For Doubt                   | 4. Feb. 2022             | 4. Feb. 2022                                   | Chris Long       | Rob Williams    |
| 3          | 3         | Fremde                            | Strangers                        | 11. Feb. 2022            | 11. Feb. 2022                                  | Stephan Schwartz | Terry Cafolla   |
| 4          | 4         | Das Übel, das man kennt           | The Devil You Know               | 18. Feb. 2022            | 18. Feb. 2022                                  | Stephan Schwartz | Megan Gallagher |
| 5          | 5         | Wie sieht ein Kidnapper aus?      | What Does a Kidnapper Look Like? | 25. Feb. 2022            | 25. Feb. 2022                                  | Stephan Schwartz | Nick Leather    |
| 6          | 6         | Sei der graue Mann                | Be the Gray Man                  | 4. März 2022             | 4. März 2022                                   | Chris Long       | Terry Cafolla   |
| 7          | 7         | Eine Frage des Vertrauens         | Questions of Trust               | 11. März 2022            | 11. März 2022                                  | Chris Long       | Nick Leather    |
| 8          | 8         | Entlarvt                          | Unmasked                         | 18. März 2022            | 18. März 2022                                  | Chris Long       | Megan Gallagher |